# Tập đoàn quân 3 (Liên bang Nga)
Tập đoàn quân binh chủng hợp thành Lugansk-Severodonetsk số 3 (tiếng Nga: 3-я гвардейская общевойсковая армия) tiền thân là Quân đoàn lục quân cận vệ số 2, là một tập đoàn quân thuộc Quân khu Nam của Lực lượng Vũ trang Liên bang Nga. Đơn vị này vốn là đơn vị dân quân người Nga ly khai ở tỉnh Luhansk, Ukraina, thành lập ngày 7 tháng 10 năm 2014. Sau khi Nga sáp nhập Cộng hòa Nhân dân Luhansk tự xưng, đơn vị này chuyển vào biên chế của Quân khu Nam. Đơn vị này đã chiến đầu liên tục kể từ khi được thành lập đến nay trong Chiến tranh Nga - Ukraina. Tư lệnh quân đoàn đầu tiên là Thiếu tướng Esedulla Abdulmuminovich Abachev. Tháng 10 năm 2024, một loạt chỉ huy của quân đoàn 2 bị cách chức do báo cáo không đúng sự thật về tình hình chiến trường, hạ thấp số thương vong. Quân đoàn 2 được tổ chức lại, tăng cường và đổi tên thành Tập đoàn quân binh chủng hợp thành số 3, giao cho Thiếu tướng Dmitry Sergeevich Ovcharov phụ trách.
Tại thời điểm 2023, các đơn vị trực thuộc Quân đoàn lục quân Lugansk-Severodonetsk số 2 bao gồm:
- Bộ chỉ huy tập đoàn quân
- Lữ đoàn bộ binh ô tô Cận vệ độc lập 4[3]
- Lữ đoàn Lisichansk Cossack bộ binh ô tô Cận vệ độc lập 6 mang tên M. I. Platov.[3]
- Lữ đoàn bộ binh ô tô Cận vệ độc lập 7 Chistyakskaya[3]
- Lữ đoàn bộ binh ô tô độc lập 85[4]
- Lữ đoàn bộ binh ô tô độc lập 88[5]
- Lữ đoàn bộ binh ô tô Cận vệ độc lập 123 mang tên K. E. Voroshilov.[6]
- Lữ đoàn pháo binh Cận vệ số 2